# Elymotrigia leninogorica
Elymotrigia leninogorica är en gräsart som beskrevs av Kotukhov. Elymotrigia leninogorica ingår i släktet Elymotrigia och familjen gräs. Inga underarter finns listade i Catalogue of Life.